# 山名昌衛
山名 昌衛（やまな しょうえい、1954年11月18日 - ）は、日本の経営者。

## 経歴
兵庫県丹波市市島町出身。柏原高等学校を経て1977年に早稲田大学商学部を卒業し、同年にミノルタカメラに入社。
2003年にコニカミノルタホールディングス常務執行役に就任し、取締役常務執行役、取締役専務執行役を経て、2014年4月から取締役代表執行役社長に就任した。
2022年4月から会長に就任した。